# Куностьское сельское поселение
Куностьское сельское поселение — муниципальное образование в Белозерском районе Вологодской области России.
Административный центр — посёлок Нижняя Мондома.

## География
Сельское поселение расположено на востоке района, на южном берегу Белого озера. Граничит:
- на востоке с городским поселением город Белозерск и Глушковским сельским поселением,
- на юге с Антушевским сельским поселением,
- на западе с Артюшинским сельским поселением.

По территории сельского поселения протекают реки Мондома, Куность, впадающие в Белое озеро.

## История
Образовано 1 января 2006 года в соответствии с Федеральным законом № 131 «Об общих принципах организации местного самоуправления в Российской Федерации».
В состав сельского поселения вошли все населённые пункты Куностьского сельсовета, за исключением села Маэкса и местечка Передовик, которые включены в состав городского поселения город Белозерск.

## Население
| 2011  | 2012  | 2013  | 2014  | 2015  | 2016  | 2017  |
| ----- | ----- | ----- | ----- | ----- | ----- | ----- |
| 1231  | ↗1236 | ↘1207 | ↘1186 | ↘1154 | ↘1126 | ↘1121 |
| 2018  | 2019  | 2020  | 2021  |       |       |       |
| ↘1078 | ↘1056 | ↘1041 | ↘1003 |       |       |       |

По оценке Федеральной службы государственной статистики по Вологодской области население Куностьского сельского поселения на 1 января 2010 года составляло 1406 человек, по итогам переписи 2010 года — 1244 человека.

## Населённые пункты
В 1999 году был утверждён список населённых пунктов Вологодской области. С тех пор состав Куностьского сельсовета не изменялся.
В состав сельского поселения входят 4 населённых пункта, в том числе
1 деревня,
1 местечко,
1 посёлок,
1 село.
| Населённый пункт       | ОКАТО          | Рег. номер | Расстояние до районного центра, км | Индекс | Координаты                      |
| ---------------------- | -------------- | ---------- | ---------------------------------- | ------ | ------------------------------- |
| местечко Ковжа         | 19 210 848 003 | 648        | 50                                 | 161231 |                                 |
| село Куность           | 19 210 848 001 | 647        | 10                                 | 161231 | 60°01′03″ с. ш. 37°37′50″ в. д. |
| деревня Марково        | 19 210 848 004 | 649        | 8                                  | 161231 | 60°00′12″ с. ш. 37°38′40″ в. д. |
| посёлок Нижняя Мондома | 19 210 848 006 | 651        | 15                                 | 161232 | 60°01′57″ с. ш. 37°30′32″ в. д. |